# Thanh Phú, Bến Lức
Thanh Phú là một xã thuộc huyện Bến Lức, tỉnh Long An, Việt Nam.

## Địa lý
Xã Thanh Phú nằm ở phía nam huyện Bến Lức, có vị trí địa lý:
- Phía đông giáp các xã Mỹ Yên
- Phía tây và tây bắc giáp xã An Thạnh
- Phía nam giáp thị trấn Bến Lức và xã Lương Hòa
- Phía đông bắc giáp xã Tân Bửu.

Xã có diện tích 11,89 km², dân số năm 1999 là 7.433 người, mật độ dân số đạt 625 người/km².

## Hành chính
Xã được chia thành 7 ấp: 1A, 1B, 3, 4, Phước Tú, Tấn Long, Thanh Hiệp.

## Lịch sử
Dưới thời Pháp thuộc, địa bàn xã Thanh Phú hiện nay tương ứng với làng Thanh Hà và một phần làng Long Phú thuộc tổng Long Hưng Hạ, quận Trung Quận (còn được gọi là quận Gò Đen), tỉnh Chợ Lớn.
Sau năm 1956, các làng được gọi là xã. Vào năm 1957, chính quyền Việt Nam Cộng hòa giải thể tỉnh Chợ Lớn và sáp nhập phần lớn quận Gò Đen cũ (gồm ba tổng Long Hưng Thượng, Long Hưng Trung và Tân Phong Hạ) vào tỉnh Gia Định, riêng tổng Long Hưng Hạ được sáp nhập vào quận Bến Lức mới thành lập thuộc tỉnh Long An, các xã Thanh Hà và Long Phú thuộc quận Bến Lức.
Sau năm 1975, xã Thanh Hà sáp nhập với xã Tân Bửu thành xã Tân Thanh thuộc huyện Bến Lức.
Ngày 11 tháng 3 năm 1977, huyện Bến Lức sáp nhập với huyện Thủ Thừa thành huyện Bến Thủ, các xã Tân Thanh và Long Phú thuộc huyện Bến Thủ.
Ngày 24 tháng 3 năm 1979, Hội đồng Chính phủ ban hành Quyết định 128-CP. Theo đó:
- Thành lập thị trấn Bến Lức trên cơ sở tách các ấp Vàm, Chợ, xóm Cống và Thuận Đạo thuộc xã Long Phú
- Thành lập xã Thanh Phú trên cơ sở sáp nhập một phần diện tích, dân số của xã Tân Thanh (thuộc địa giới xã Thanh Hà cũ) với phần diện tích, dân số còn lại của xã Long Phú
- Đổi tên xã Tân Thanh thành xã Tân Bửu.

Ngày 14 tháng 1 năm 1983, huyện Bến Thủ được chia lại thành hai huyện Bến Lức và Thủ Thừa, xã Thanh Phú thuộc huyện Bến Lức như hiện nay.